# Гальчанский, Николай Игнатович
Николай Игнатович Гальчанский (12 декабря 1914, Копанское, Оренбургская губерния, Российская империя — 1972, Беляевка, Беляевский район, Оренбургская область, СССР) — Герой Социалистического Труда, председатель колхоза «Октябрь» Буртинского района Оренбургской области.

## Биография
Родился 12 декабря 1914 года в селе Копанское Оренбургской губернии (ныне Акбулакский район Оренбургской области) в крестьянской семье.
Окончил начальную школу.
Свою трудовую деятельность начал в 1930 году колхозником. Затем окончил курсы бухгалтеров и стал счетоводом в колхозе. В период Великой Отечественной войны был бухгалтером Буртинской МТС, а в 1945—1953 годах — директором Буртинской МТС. С 1954 года и до выхода на пенсию был председателем колхоза «Октябрь» Буртинского района (ныне Беляевского) Чкаловской области (ныне Оренбургской), осваивал целину.
В 1956 году колхоз увеличил производство зерна: сбор составил 864 тысячи пудов, 540 тысяч пудов из которых было сдано и продано государству. В 1956 году в колхозе также выросли надои молока в полтора раза по отношению к прошлому году.
Скончался в 1972 году в селе Беляевка Беляевского района Оренбургской области.

## Награды
За свои достижения был награждён:
- медалями СССР и двумя медалями ВДНХ СССР;
- 11.01.1957 — звание Герой Социалистического Труда с золотой медалью Серп и Молот и орден Ленина «за освоение целинных земель, получение высокого урожая зерновых и перевыполнение плана сдачи хлеба государству».